# Passerelle du Croaë

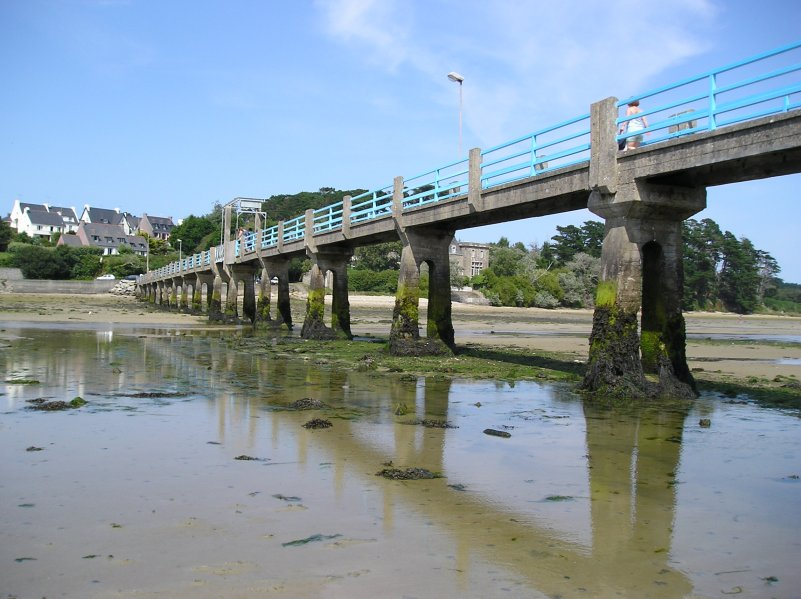
Passerelle du Conquet (à marée basse)

La passerelle du Croaë relie le Conquet à la presqu'île de Kermorvan. Le passage est tout le temps possible que ce soit à marrée haute et/ou à marée basse.

## Histoire

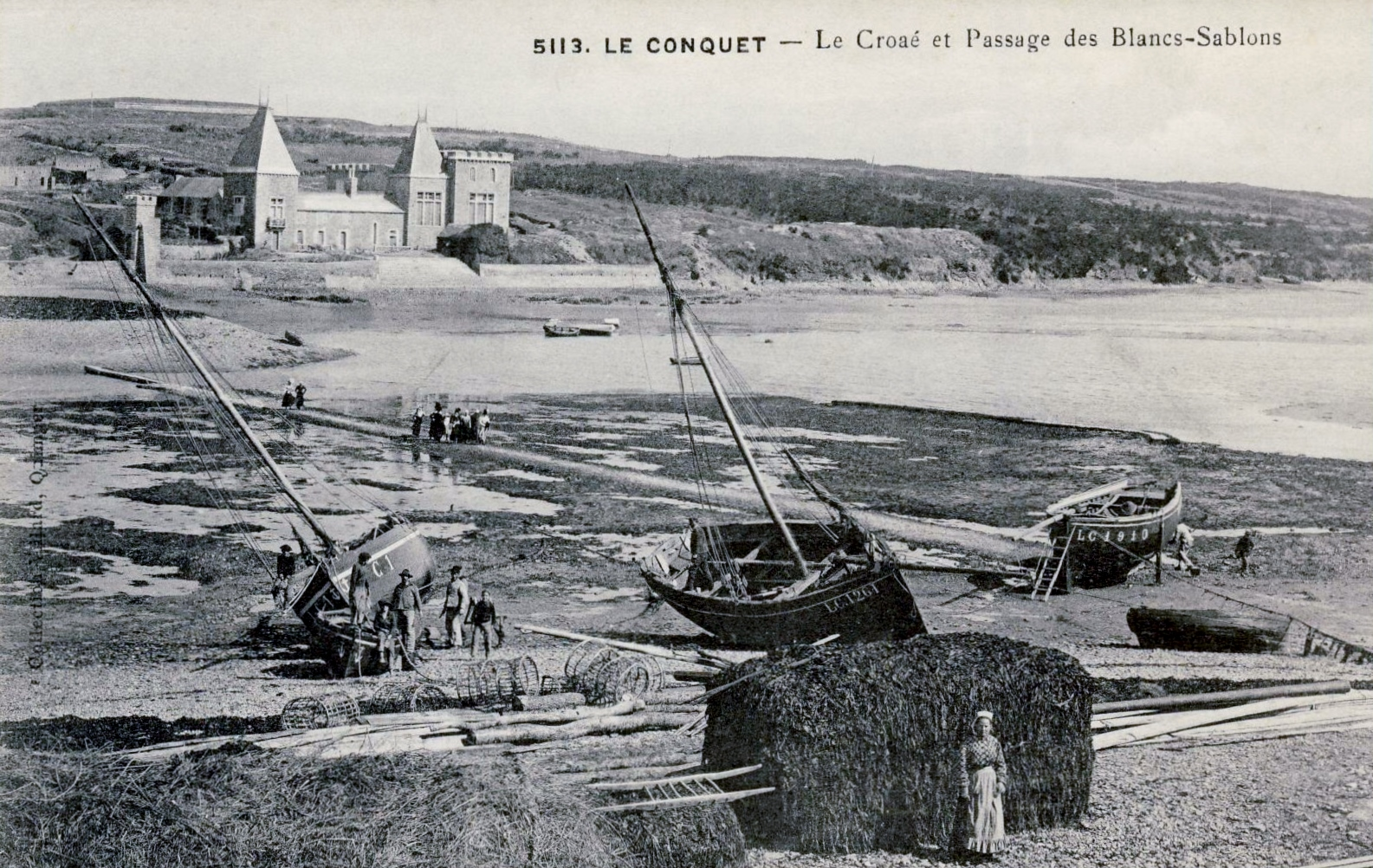
Le Croaë et le passage des Blancs-Sablons vers 1930 (avant la construction de la passerelle du Croaë).

Avant la Seconde Guerre mondiale, la traversée se faisait par barque à marée haute et à pied à marée basse.
La passerelle a été érigée (en bois) pour la première fois par l'armée allemande, lors de l'Occupation.
Très rapidement le bois s'est décomposé, elle a été reconstruite en béton cette fois-ci en 1950. Elle a été rénovée en 2021.